# Mörrumsåns övre dalgångs naturreservat
Mörrumsåns övre dalgångs naturreservat är ett naturreservat i Olofströms kommun och Karlshamns kommun i Blekinge.
Reservatet bildades 2020 och omfattar då 39 hektar. Reservatet ligger utmed Mörrumsån söder om Fridafors. Området består av en sprickdal som rymmer strömmande vatten och *dellövskog och blandskog
Naturreservatet ingår i EU:s ekologiska nätverk, Natura 2000.